# Pancho Name
Francisco "Pancho" Name (nacido como Francisco Javier Name Guzzy, el 21 de septiembre de 1984 en Ciudad de México) es un piloto mexicano de rally, junto a Armando Zapata son la dupla más longeva del rally nacional y forman la tripulación del Quálitas Subaru Rally Team México, uno de los tres equipos oficiales de Subaru en el mundo. Ha competido en diversas categorías del automovilismo, destacándose principalmente en rallys nacionales e internacionales a lo largo de su carrera. Desde el 2008 es piloto de la escudería Telmex.

## Reseña biográfica
Francisco Name nació en una familia vinculada al automovilismo, influenciado por su padre, quien se dedica a la organización de eventos de motorsport. A los 8 años, Pancho comenzó a practicar karting, una disciplina en la que desarrolló sus habilidades iniciales en el deporte motor.

## Carrera en Karting
La participación de Pancho Name en los Karts de Resistencia fue una etapa importante en su formación como piloto. Durante este periodo, compitió en diversas pruebas, entre ellas las 24 Horas de Resistencia, y estableció un récord al correr una carrera de 6 horas sin cambio de piloto. Además, obtuvo varios lugares destacados en distintas competencias de karting.

## Ingreso al Rally
En 2002, Pancho comenzó su participación en el Campeonato Mexicano de Rallies, inicialmente como copiloto, lo que le permitió ganar el Campeonato de Copilotos Novatos. En 2004, pasó a competir como piloto, y con el tiempo se consolidó como un competidor recurrente en el campeonato.
A lo largo de su carrera en el Campeonato Mexicano de Rallies, ha logrado dos campeonatos y ha sido subcampeón en varias ediciones. Ha acumulado 60 victorias en su categoría y 24 victorias absolutas, destacándose por convertirse en el piloto más joven en ganar un rally absoluto en México, a los 20 años y 10 meses.

## Participación Internacional
Pancho Name ha competido en diversas ediciones del World Rally Championship (WRC), participando en el Rally México y en otros eventos internacionales, como los realizados en Portugal, Italia y Polonia. Entre sus resultados más relevantes en el WRC se incluyen un 8vo lugar en el PWRC y victorias en la categoría N4, además de un segundo puesto en la misma categoría. Junto a su copiloto Armando Zapata, fueron reconocidos como la mejor tripulación mexicana en varias ediciones del WRC.
Uno de sus logros internacionales más destacados fue la victoria en la categoría WRC3 durante el Rally de Portugal 2017, con un Citroën DS3 R3T, y su posterior posicionamiento en el 3er lugar en el ranking de equipos de la categoría WRC3.

## FIA NACAM Rally Championship
En el ámbito del FIA NACAM Rally Championship, Pancho Name ha competido en varios países de América Latina, como México, Costa Rica, Panamá, Colombia, Perú, Jamaica y Canadá. A lo largo de esta etapa, obtuvo importantes victorias y resultados, incluidos el campeonato en la categoría A6 y el título de Mejor Piloto Menor de 25 Años. También consiguió 4 victorias y 2 subcampeonatos en el campeonato.

## Compromiso Social y Proyectos Fuera de las Pistas
Además de su carrera deportiva, Pancho Name ha participado en campañas de seguridad vial y promovido la conducción responsable. Ha sido parte de programas sociales que buscan inspirar a los jóvenes a trabajar por sus sueños y a evitar el consumo de sustancias nocivas, contribuyendo a la educación y concienciación en su comunidad.

## Distinciones
2024
- Rally Nations, Guanajuato, Campeonato Mexicano de Rallies, Cat. RC4 (2do lugar)
- Rally Montañas, San Luis Potosí, Campeonato Mexicano de Rallies, Cat. RC4 (2do lugar)
- Rally Sierra Juárez, Oaxaca, Campeonato Mexicano de Rallies, Cat. RC4 (1er lugar)
- Rally Patrio, Morelia, Campeonato Mexicano de Rallies, Cat. RC4 (1er lugar)
- Campeón 2024, Cat. RC4, Campeonato Mexicano de Rallies

2023
- Rally Rac1000, San Luis Potosí, Campeonato Mexicano de Rallies, Cat. G1 (1er lugar)
- Rally Aguascalientes, Aguascalientes, Campeonato Mexicano de Rallies, Cat. G1 (1er lugar)
- Rally Sierras Sur, Tehuacán, Campeonato Mexicano de Rallies, Cat. G1 (1er lugar)
- Rally Silao, Guanajuato, Campeonato Mexicano de Rallies, Cat. G1 (1er lugar)
- Rally Coahuila1000, Campeonato Off-Road, Cat. UTV Turbo (Finisher y 9o lugar)
- Rally Sierra Juárez, Oaxaca, Campeonato Mexicano de Rallies, Cat. G1 (1er lugar)
- Campeón Grupo 1, Campeonato Mexicano de Rallies

2022
- Campeonato Mexicano de Rallies, Cat. G1 (4 victorias)
- Rally Coahuila 1000, Campeonato Off-Road, Cat. UTV Pro (1er lugar)
- SCORE Baja 1000, B.C. México, Cat. Trophy Truck Spec (Finisher y 12o lugar)
- Endurance 24 Horas de México, AHR, Cd. de México, Campeonato Endurance, Cat. T1 (6to lugar)
- Campeón Grupo 1, Campeonato Mexicano de Rallies

2021
- Inicio del equipo Quálitas Subaru Rally Team México, equipo oficial de Subaru México
- Rally Guanajuato, Gto, Campeonato Mexicano de Rallies, Cat. G1 (2do lugar)
- Rally Coahuila 1000, Campeonato Off-Road, Cat. UTV Pro (6to lugar)
- Endurance 24 Horas de México, AHR, Cd. de México, Campeonato Endurance, Cat. E4 (4to lugar)

2020
- WRC Rally México, Renault Clio RSR Rally5, Cat. Rally5, León, Guanajuato
- Campeonato Mexicano de Rallies, Cat. G1 (3 victorias)
- Campeón Grupo 1, Campeonato Mexicano de Rallies

2019
- Race Of Champions, Foro Sol, CDMX (Piloto clasificado para participación)
- Rally Sierra Fría, Aguascalientes, Ags, Campeonato Mexicano de Rallies, FIA NACAM Rally Championship (3er lugar)
- Rally del Bajío, León, Guanajuato, Campeonato Mexicano de Rallies (2do lugar)
- Rally de la Medianoche, Tehuacán, Puebla, Campeonato Mexicano de Rallies (3er lugar)

2018
- Rally Sierras del Sur, Tehuacán, Puebla, Campeonato Mexicano de Rallies (1er lugar)
- Rallye Baie-des-Chaleurs, New Richmond, Quebec, Canadá, FIA NACAM Rally Championship, Cat. RC2 (2do lugar)
- Rally del Bajío, León, Guanajuato, Campeonato Mexicano de Rallies (1er lugar)
- Rally de la Medianoche, Querétaro, Qro., Campeonato Mexicano de Rallies (2do lugar)
- Rally Sierra Juárez Oaxaca, Oax., Campeonato Mexicano de Rallies (1er lugar)
- Rally Patrio Morelia, Campeonato Mexicano de Rallies (1er lugar)
- Rally Colima, Col., Campeonato Mexicano de Rallies (2do lugar)
- Campeón, Campeonato Mexicano de Rallies

2017
- WRC Rally Guanajuato, León, Guanajuato, World Rally Championship, Cat. RC2 (1er lugar)
- WRC Rally de Portugal, Oporto, Portugal, World Rally Championship, WRC3 - Cat. RC3 (1er lugar)
- SCORE Baja 1000 (4ta participación)
- 3er lugar de equipos, categoría WRC3, World Rally Championship

2016
- Rally Sierra Fría, Aguascalientes, Ags, Campeonato Mexicano de Rallies, FIA NACAM Rally Championship (2do lugar)
- Rally RAC 1000, Guadalajara, Jalisco, Campeonato Mexicano de Rallies (1er lugar)
- Rally RAC 1000, Guadalajara, Jalisco, FIA NACAM Rally Championship (3er lugar)
- Rallye Baie-des-Chaleurs, New Richmond, Québec, Canadá, FIA NACAM Rally Championship (2do lugar)
- Rally Sierras del Sur, Tehuacán, Puebla, Campeonato Mexicano de Rallies (1er lugar)
- Rally Costa del Pacífico, Liberia, Costa Rica, FIA NACAM Rally Championship (2do lugar)
- Rally La Ponderosa, Bagaces, Guanacaste, Costa Rica, FIA NACAM Rally Championship (1er lugar)
- SCORE Baja 1000 (3ra participación)
- Campeón, Campeonato Mexicano de Rallies, 3er lugar

2015
- Rally RAC 1000, Guadalajara, Jalisco, Campeonato Mexicano de Rallies (1er lugar)
- Rally RAC 1000, Guadalajara, Jalisco, FIA NACAM Rally Championship (2do lugar)
- Rally de las 24 Horas, Valle de Bravo, Edo. de México, Campeonato Mexicano de Rallies (1er lugar)
- Rally Africa Safari, Liberia, Costa Rica, FIA NACAM Rally Championship, Cat. N4 (2do lugar)
- Rally Sierra Juárez, Oaxaca, Campeonato Mexicano de Rallies (3er lugar)
- Rally Panamá, Aguadulce, Panamá, FIA NACAM Rally Championship, Cat. N4 (2do lugar)
- Rally Patrio Morelia, Campeonato Mexicano de Rallies (1er lugar)
- Rally Rally de la Medianoche, Tehuacán, Puebla, Campeonato Mexicano de Rallies (1er lugar)
- Rally Jamaica, St. Catherine, Jamaica, FIA NACAM Rally Championship, Cat. N4 (2do lugar)
- Campeón Nacional y Campeón Grupo 1, Campeonato Mexicano de Rallies

2014
- Rally Montañas, Oaxaca, Campeonato Mexicano de Rallies, FIA NACAM Rally Championship (1er lugar)
- Rally Ciudad Blanca, Liberia, Costa Rica, FIA NACAM Rally Championship (3er lugar)
- Rally RAC 1000, Tehuacán, Puebla, Campeonato Mexicano de Rallies (2do lugar)
- Rally de las 24 Horas, Valle de Bravo, Edo. de México, Campeonato Mexicano de Rallies (1er lugar)
- Rally Lago de Tota, Tota, Boyacá, Colombia, FIA NACAM Rally Championship (1er lugar)
- Rally Sierra Juárez, Oaxaca, Campeonato Mexicano de Rallies (1er lugar)
- Rally Santander, Bucaramanga, Colombia, FIA NACAM Rally Championship (2do lugar)
- Rally Patrio Morelia, Campeonato Mexicano de Rallies (1er lugar)
- Rally de la Media Noche, San Luis Potosí, Campeonato Mexicano de Rallies (3er lugar)
- Subcampeón, FIA NACAM Rally Championship
- Campeón Nacional y Campeón Grupo 1, Campeonato Mexicano de Rallies

2013
- Rally Cañadas, Valsequillo, Puebla, Campeonato de Rallies de Velocidad (1er lugar)
- SCORE Baja 1000 (Participación)
- Rally Acapulco, Campeonato de Rallies de Velocidad (1er lugar)
- Campeonato de Rallies de Velocidad, categoría Estelar N4M (3er lugar)

2012
- Rally de las 24 Horas, Valle de Bravo, Edo. de México, Campeonato de Rallies de Velocidad (1er lugar)
- Rally de la Medianoche, Querétaro, Qro., Campeonato de Rallies de Velocidad (1er lugar)
- Rally Patrio Morelia, Michoacán, Campeonato de Rallies de Velocidad (1er lugar)
- Rally Acapulco, Guerrero, Campeonato de Rallies de Velocidad (1er lugar)
- Subcampeón, Campeonato de Rallies de Velocidad, categoría Estelar N4M
- Nombrado Piloto Oficial para la Campaña "Pilotos por la Seguridad Vial"

2011
- Campeonato Mundial de Rallies en México, categoría N4 (2do lugar)
- Copa BYD, Yahuarcocha, Ecuador, competencia de circuito (5to lugar)
- Rally de la Medianoche, Querétaro, Qro, Campeonato de Rallies de Velocidad (1er lugar)
- Rally Patrio Morelia, Michoacán, Campeonato de Rallies de Velocidad (1er lugar)
- Rally Sierra Juárez Oaxaca, Oax., Campeonato de Rallies de Velocidad (1er lugar)
- Rally Acapulco, Campeonato de Rallies de Velocidad (1er lugar)
- Campeonato de Rallies de Velocidad, categoría Estelar N3 (3er lugar)
- Testing con el auto WRC Mini Countryman John Cooper Works, en Prodrive, Banbury, U.K.

2010
- Subcampeón general Rally América en el Rally Mundial
- Rally América, categoría N3, dentro del Rally Mundial (1er lugar)
- Rally NACAM Aguascalientes, México, categoría A6 (1er lugar)
- Rally NACAM Jacó, Costa Rica, categoría A6 (1er lugar)
- Rally NACAM Abangaritos, Costa Rica, categoría A6 (1er lugar y 3er general)
- Star Drivers Global Shootout, Catalunya, España (Participación)

2009
- Rally of Nations México, categoría Tracción Sencilla (Campeón)
- Campeonato Nacional, categoría N3, Campeonato de Rallies de Velocidad (Subcampeón)

2008
- Campeonato Nacional, Colima (2° lugar), León (4° lugar), Pachuca y Acapulco (Participación)
- Rally 33a Vuelta a la República del Ecuador, Campeonato Absoluto (Campeón)

2007
- Copa Mitsubishi (Campeón)
- Campeonato de Rallies de Velocidad, categoría N4 (3er lugar)

2006
- Campeonato Mundial de Rallies en México, categoría Production N4 (8vo lugar)
- Rallye International de Bourgogne, Francia, categoría A6 (4to lugar)
- Rally 31a Vuelta a la República del Ecuador, categoría A6 (8vo lugar)

2005
- Reto 206 Peugeot (Campeón)
- Campeonato de Rallies de Velocidad, categoría A6 (Campeón)
- Récord - Piloto más joven en ganar un rally absoluto en México (20 años, 10 meses)

2004
- Campeonato Nacional de Rallies de Velocidad, Piloto Novato (Campeón)
- Campeonato Mundial de Rallies WRC en México (1ra participación)

2003
- Inicio como piloto de rallies. Participación en el Reto 206 Peugeot

2002
- Campeón de Copilotos Novatos, categoría C, Rallies de Velocidad

2001
- Campeón Copiloto, Campeonato de Rallies de Regularidad
- Récord - Go Karts de resistencia, 6 h sin cambio de pilotos

2000
- Subcampeón, Campeonato de resistencia de Go Karts

1999
- Campeón, Campeonato de resistencia de Go Karts

1998
- Campeón Copiloto, Campeonato de Rallies de Regularidad

1995
- Campeón de copiloto, Rallies de regularidad categoría Padres e hijos

1993
- Rallies de regularidad categoría Padres e hijos (3er lugar)